# Tzaramonte
Tzaramonte (en italià, Chiaramonti) és un municipi italià, dins de la província de Sàsser. L'any 2007 tenia 1.915 habitants. Es troba a la regió d'Anglona. Limita amb els municipis d'Ardara, Erula, Martis, Nulvi, Ozieri, Perfugas i Ploaghe.

## Administració
| Període | Identitat              | Partit        |
| ------- | ---------------------- | ------------- |
| 2006-   | Giancarlo Gavino Cossu | Llista cívica |